# Mary Musani
 Mary Musani (sinh ngày 4 tháng 9 năm 1944) là một vận động viên vượt rào người Uganda. Bà đã tham gia cuộc thi vượt rào 80 mét nữ tại Thế vận hội Mùa hè 1964.